# Instituto San Sebastian de Yumbel

Facciata della sede centrale della scuola, di fronte alla Plaza de Armas di Yumbel, accanto al Santuario di San Sebastián.

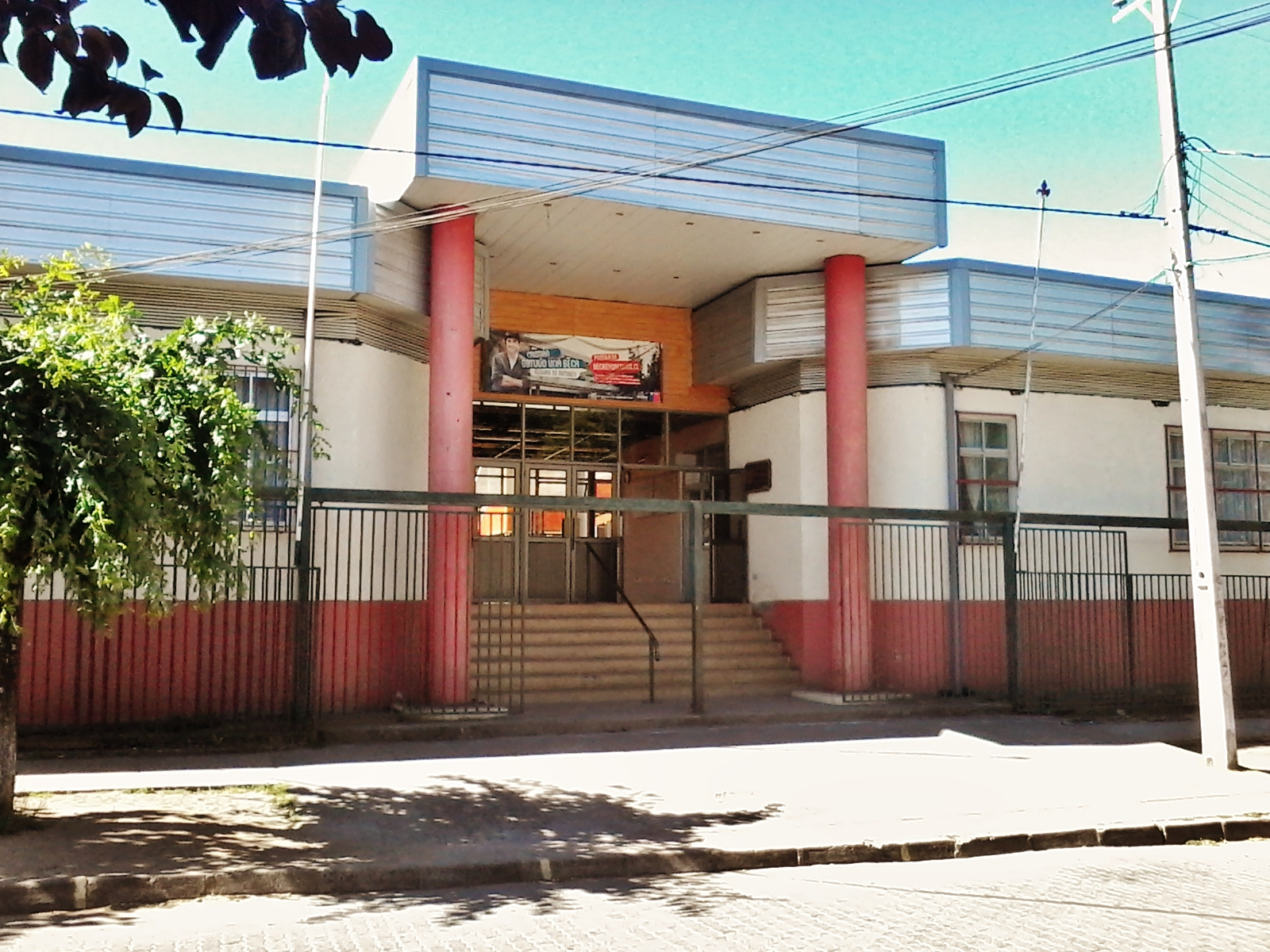
Sede secondaria della scuola, ubicata in Quezada n. 451, dove si svolge l'attività formativa degli studenti di liceo.

L'Instituto San Sebastián de Yumbel, originariamente conosciuto come Seminario de San Sebastián de Yumbel (Seminario di San Sebastián di Yumbel), è una scuola privata cattolica a Yumbel, in Cile. 
Si tratta di una delle più antiche istituzioni della Regione del Bío Bío e svolge un ruolo importante sia nel comune di Yumbel sia nell'area circostante .

## Storia
Fu fondata il 6 ottobre 1879 dall'allora Arcivescovo José Hipólito Salas con il nome Seminario de San Sebastián de Yumbel, in onore del patrono della città, il santo e martire San Sebastián. Nel 1905, il suo nome venne cambiato in quello attuale. Offre corsi di formazione per adulti dal 1881 e attività pre-scolastica dal 1920.

## La proprietà e il finanziamento
Ad oggi la struttura appartiene a La Fundación Educacional Cristo Rey, e fa parte di un polo scolastico composto da altre cinque scuole, nato nel 1950. La scuola riceve un sostegno finanziario da parte del governo del Cile, in qualità di "scuola sovvenzionata particolare".